# Carmen Fraga Estévez
Carmen Fraga Estévez (Lleó, 19 d'octubre de 1948) és una política espanyola i membre del Parlament Europeu pel Partit Popular de Galícia. És membre de l'Oficina Europea del Partit Popular i del Comitè per a l'Agricultura i el Desenvolupament Rural del Parlament Europeu i del Comitè de Pesca; des d'aquest càrrec sempre ha proposat mesures de caràcter marítim, pesquer, etc., molt relacionades amb la comunitat gallega. És filla de Manuel Fraga Iribarne, líder històric del centredreta espanyol. És també membre de la Delegació per a les Relacions amb els Països del Magrib i de la Unió del Magrib Àrab (incloent Líbia)
Es va llicenciar en Geografia en 1970, amb Premi Extraordinari de llicenciatura. A partir d'aquest any va treballar per al Ministeri d'Obres Públiques. Es llicencia en Dret entre 1980 i 1985 i, entre 1986 i 1994 va treballar com a assistent del Partit Popular Europeu.
Ha estat escollida diputada a les eleccions al Parlament Europeu de 1994, 1999, 2004 i 2009. Ha estat Vicepresidenta primera del Grup Popular Europeu en el Parlament Europeu i, durant el trienni 1997-1999, Presidenta de la Comissió de Pesca. Entre 2002 i 2004 va ser Secretària General de Pesca Marítima. En 2004 va ser membre novament de la Comissió de Pesca i de la Comissió d'Agricultura i Desenvolupament Rural. El 2009 tornà a ser nomenada presidenta de la Comissió de Pesca.